# Jonathan Riley-Smith
Jonathan Simon Christopher Riley-Smith (* 27. Juni 1938 in Harrogate, North Yorkshire; † 13. September 2016) GCStJ war ein englischer Historiker. 
Er war Professor für Kirchengeschichte an der Universität Cambridge und Fellow des Emmanuel College. Er galt als einer der renommiertesten Historiker auf dem Gebiet der Kreuzzüge. Er wurde 2013 als Bailiff Grand Cross des Order of Saint John ausgezeichnet.

## Schriften
- The feudal Nobility and the Kingdom of Jerusalem, 1174–1277. Macmillan, London 1973, ISBN 978-0-333-06379-8; Neuauflage 2002.
- The first crusade and the idea of crusading. London 1986, ISBN 0-485-11291-4.
- The first crusaders, 1095–1131. Cambridge 1997, ISBN 0-521-59005-1.
- als Hrsg.: Die Kreuzzüge: Kriege im Namen Gottes. Freiburg 1999, ISBN 3-451-04755-1.
- Wozu heilige Kriege? Anlässe und Motive der Kreuzzüge. Berlin 2003, ISBN 3-8031-2480-8.
- Illustrierte Geschichte der Kreuzzüge. Frankfurt 1999, ISBN 3-593-36017-9.
- The Crusades. A History. 3. Aufl. London 2014, ISBN 978-1-4725-1254-3.
  - deutsch von Tobias Gabel und Hannes Möhring: Die Kreuzzüge. Philipp von Zabern, Darmstadt 2016, ISBN 978-3-8053-4959-8.